# Рой Шайдер
Рой Річард Шайдер (англ. Roy Richard Scheider; 10 листопада 1932 — 10 лютого 2008) — американський актор театру та кіно.

## Біографія
Рой Шайдер народився 10 листопада 1932, в Оренджі, штат Нью-Джерсі у родині німця Роя Бернарда Шайдера і ірландки Анни Кроссон. Батько Рой Шайдер був автомеханіком.

### Кар'єра в кіно
Екранна кар'єра Шайдера почалася з ролі у фільмі жахів «Прокляття живих мерців» (1963, в титрах вказаний як Рой Р. Шейдер). Потім були ролі у «Паперовому леві» (Paper Lion, 1968), «Стилет» (Stiletto, 1969). Популярність до нього приходить у 1975 році після ролі в знаменитому трилері Стівена Спілберга «Щелепи».
За роль детектива поліції Клоуді у фільмі Вільяма Фрідкіна «Французький зв'язковий» Шайдер був номінований на премію «Оскар» в номінації — найкращий актор другого плану.
Протягом десяти років (1961–1971) зіграв у більш ніж 80 п'єсах.
Пішов з життя 10 лютого 2008 року у віці 75 років в лікарні міста Літл-Рок, США, штат Арканзас, від мієломної хвороби.

## Вибрана фільмографія
| Рік       | Назва українською         | Оригінальна назва              | Персонаж                                   |
| --------- | ------------------------- | ------------------------------ | ------------------------------------------ |
| 1971      | Клют                      | Klute                          | Френк Лігурін                              |
| 1971      | Французький зв'язковий    | The French Connection          | Бадді Руссо                                |
| 1972      | Замах                     | L'Attentat                     | Майкл Говард, кореспондент телебачення США |
| 1975      | Щелепи                    | Jaws                           | Мартін Броді (англ. Martin Brody)          |
| 1977      | Чаклун                    | Sorcerer                       | Джекі Скенлон — «Хуан Домінгес»            |
| 1978      | Щелепи 2                  | Jaws 2                         | Мартін Броді (англ. Martin Brody)          |
| 1979      | Весь цей джаз             | All That Jazz                  | Джо Гідеон (англ. Joseph "Joe" Gideon)     |
| 1983      | Блакитний грім            | Blue Thunder                   | Френк Мерфі                                |
| 1984      | Космічна одісея 2010 року | 2010: The Year We Make Contact | Гейвуд Флойд                               |
| 1986      | Підчеплений по-крупному   | 52 Pick-Up                     | Гаррі Мітчелл                              |
| 1990      | Четверта війна            | The Fourth War                 | полковник Джек Ноулз                       |
| 1990      | Російський відділ         | The Russia House               | Рассел                                     |
| 1991      | Обід голяка               | Naked Lunch                    | доктор Бенвей                              |
| 1993-1995 | Морські пригоди           | seaQuest DSV                   | Нейтан Бріджер                             |
| 1997      | Лють                      | The Rage                       | Джон Таґґарт                               |
| 1997      | Миротворець               | The Peacekeeper                | президент Роберт Бейкер                    |
| 2003      | Вердикт народу            | Citizen Verdict                | Бик Тайлер                                 |
| 2003      | Червоний змій             | Красный змей                   | Хассан                                     |
| 2004      | Каратель                  | The Punisher                   | Френк Касл старший                         |
| 2008      | Темний медовий місяць     | Dark Honeymoon                 | Сем                                        |